# Бойга Драп'єза
Бойга Драп'єза (Boiga drapiezii) — отруйна змія з роду Бойга родини Вужеві. Інша назва «білопляма котяча змія».

## Опис
Загальна довжина досягає до 2 м. Голова й тулуб дуже тонкі та витончені. Забарвлення червонувато-коричневе. По спині йдуть великі руді поперечні плями неправильної форми з пов'язаними з ним спереду й ззаду білуватими ділянками. Між цими плямами нижче на боці біля країв черевних щитків розташовуються невеликі округлі білі з рудуватим нальотом цятки.

## Спосіб життя
Полюбляє первинні та вторинні тропічні ліси, дотримуючись середнього та нижнього ярусів деревної рослинності, зазвичай тримається поблизу водойм. Усе життя мешкає на деревах. За засобом пересування та характером поведінки дуже нагадує батігоподібних змій. Пересуваючись серед гілля, витягає вперед та тримає на вазі до третини свого тіла, шукаючи наступну точку опори. Харчується деревними жабами, ящірками, зрідка великими комахами.
Спокійна потаємнича змія, яка віддає перевагу маскуванню й втечі, а не проявам відкритої агресії.
Це яйцекладна змія. Самка відкладає до 10 яєць.

## Розповсюдження
Мешкає у південному Таїланді, В'єтнамі, на Малайському півострові, Великих і Малих Зондських островах, Філіппінах.